# Canale della Muzza
Le Canale della Muzza (ou canal Muzza, simplement la Muzza ou improprement fiume Muzza) est une dérivation du fleuve Adda. Il naît à Cassano d'Adda et se termine toujours dans l'Adda à Castiglione d'Adda. C’est le canal italien avec le plus grand et le premier canal artificiel construit dans le nord de l’Italie en Lombardie.

## Histoire
Au temps pré-romain, la Muzza était un rameau naturel de l'Adda, qui débutait à Cassano d'Adda et dispersait graduellement ses eaux dans la plaine, jusqu’à s’épuiser près de Paullo, et même les eaux pouvaient arriver jusqu’à l’actuel Melegnano (Marignan en français), se jetant dans le Lambro (rivière) ; l’irrégularité et le lent régime du cours d’eau rendaient marécageuse la zone. Ce rameau était appelé Addetta, nom actuel du « collecteur Paullo-Melegnano » qui recevait les eaux du torrent Molgora.
Quand les Romains prirent possession de ces terres, le propriétaire de celles-ci, un certain Tito Mutio (période de Pompéi), fit fabriquer un barrage sur le fleuve dans le voisinage de Paullo  et une dérivation pour l’irrigation du terrain ; Ces eaux furent dénommées acquae Mutiae, c’est-à-dire appartenant à la famille Mutia.
Vers 1150, les terrains passent à l’hôpital Brolio de Milan.
Dans la partie du territoire ouest de l'Adda (compris dans le quadrilatère des pays actuels de Lodi, Mulazzano, Paullo et Zelo Buon Persico), fut réalisé un projet de « bonification » (assainissement des marais).
À partir du VIIe siècle, après la bonification, un vase territoire de terre fertile et cultivable devint disponible par les opérations d'irrigation.
En 1218, après les différentes guerres près de Lodi, Frédéric Barberousse assigna le canal à ces habitants, auxquels est attribuée la construction (1220 à 1230 environ) de la part du canal Muzza en aval de Paullo, jusqu’à Castiglione d'Adda où il entre dans le fleuve Adda. Cette construction a pratiquement triplé la longueur du canal, qui a une grande importance pour la bonification du territoire et contribue à l’assèchement du lac Gerundo.
Vers le milieu du XVIe siècle, le canal Muzza fut attribué au duché de Milan par le gouverneur espagnol Ferrante de Gonzaga.
Le canal actuel a donc des origines naturelles entre Cassano d'Adda et Paullo puis artificielles dans sa partie aval.

## Hydrographie
La Muzza commence son parcours à Cassano d'Adda (province de Milan), par un canal artificiel particulier : au nord du centre habité, de l’Adda se détache le canale Linificio, qui servait à l’ancienne filature du pays sur 1 km, ensuite en localité de Cascate, une digue alimente le cours normal de l’Adda, avec un débit inférieur à 40 m3/s. Muzza et Adda suivent leur cours parallèlement depuis le pont de Cassano (route SS11), puis une digue donne origine au scolmatore Ferdinando, qui redonne une grande quantité d’eau à l’Adda. Ce système permet au canal Muzza d’être toujours en eau.
Après le premier « scolmatore », d’autres trois canaux ramènent les eaux à l’Adda. À cet endroit la Muzza entre dans la commune de Albignano et reçoit les eaux du Molgora et louvoie entre la province de Pavie et la province de Milan, où entre dans la commune de Paullo. Là il reçoit les eaux de la « roggia Muzzetta » (gros fossé de drainage) et le « collecteur Addetta » (antique cours de la Muzza) qui porte une partie des eaux dans le Lambro à Melegnano. À cet endroit, la Muzza vire à 90° vers le sud-est, continue son cours en province de Lodi, traversant les communes de Mulazzano, Tavazzano con Villavesco (passage sous la via Emilia) et de Lodi Vecchio. Il retraverse la via Emilia à Muzza Piacentina (commune de Mairago), puis file droit jusqu’à Bertonico, fait un demi-cercle autour de Castiglione d'Adda, où il se jette dans l’Adda.